# Kislőd
Kislőd es un pueblo ubicado en el distrito de Ajka, en el condado de Veszprém, Hungría.

## Superficie
Posee una superficie de 38,18 kilómetros cuadrados.

## Demografía
Hasta 2019 la población era de 1110 habitantes, con una densidad de población de 29,07 habitantes por kilómetro cuadrado.